# Protivín (zámek)
Zámek Protivín či Protivínský zámek je areál čtyřkřídlého dvoupatrového vrcholně barokního zámku s přilehlými hospodářskými budovami a rozlehlým anglickým parkem v jižních Čechách v okrese Písek. Budovy zámku a hospodářských stavení tvoří jižní konec Masarykova náměstí v Protivíně,  park se rozkládá v rovinatém terénu u řeky Blanice, která tvoří jeho východní hranici.
Zámek se souborem budov a kaplí svatého Jana Nepomuckého v předzámčí jsou chráněny jako kulturní památka.
V lednu 2024 zámek i podzámčí zajistila Národní centrála proti organizovanému zločinu kvůli podezření, že jsou výnosem z trestné činnosti.

## Historie

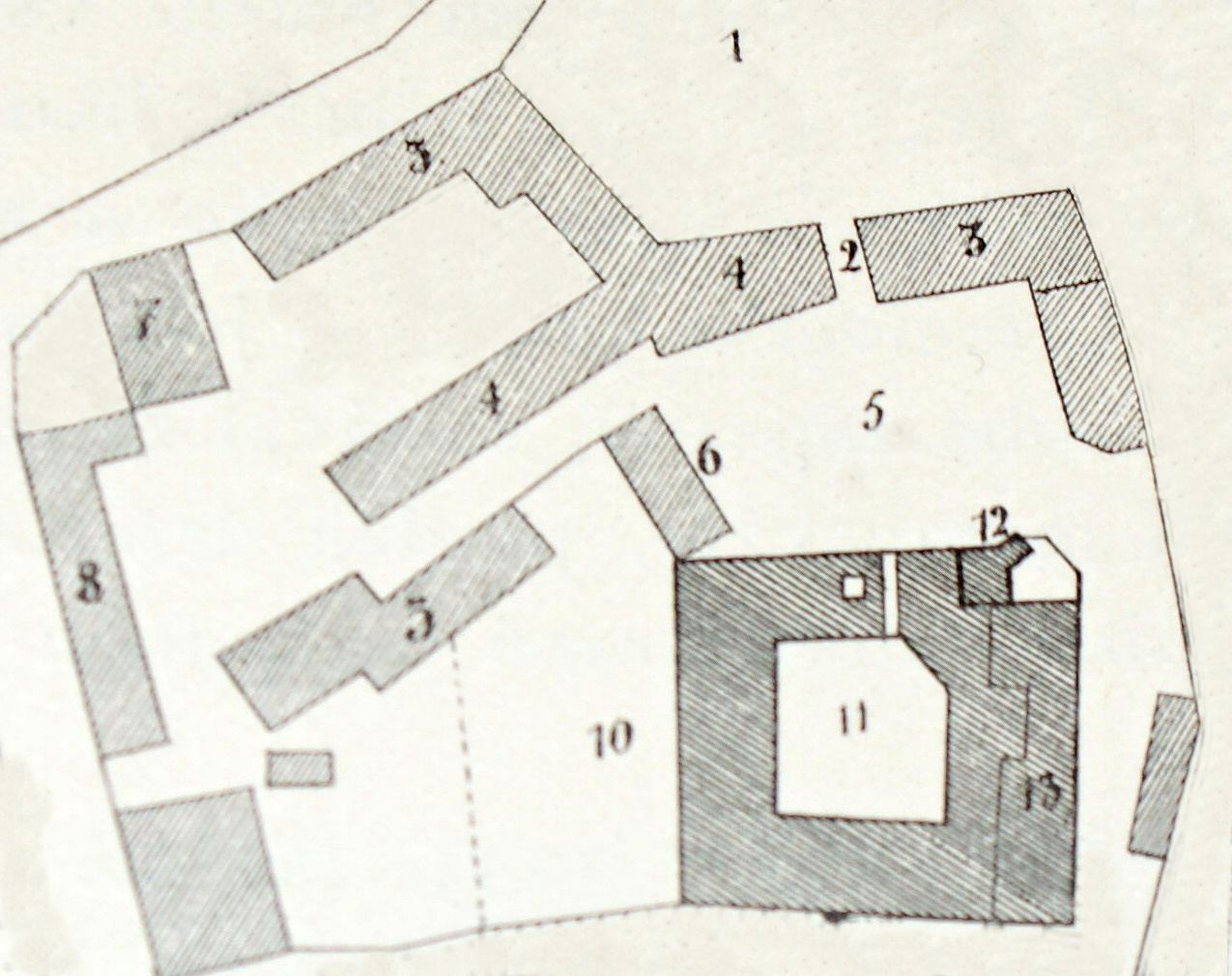
Plán protivínského hradu podle Augusta Sedláčka: 1 náměstí; 2 přední brána; 3 byty úředníků; 4 konírny; 5 předhradí; 6 kůlna; 7 důchodní úřad; 8 archiv panství; 10 příkop; 11 zámek; 12 základy věže; 13 pivovar

První písemná zmínka o hradu, který stál na místě dnešního zámku již asi v době vlády krále Přemysla Otakara II., pochází z roku 1282, kdy jej král zastavil hornorakouským šlechticům bratrům Prüschenkům či Prušinkům ze Stettenberku. Další písemná zmínka pochází až z roku 1334, kdy Jan Lucemburský přenechal Petrovi z Rožmberka vesnice Dehtáře, Radošovice a Žabovřesky, které, jak se píše v listině z 26. května, „leží mezi naším městem Budějovicemi a hradem Protivínem“. V témže roce vyplatil Karel IV., tehdy ještě markrabě moravský, protivínský hrad ze zástavy. Hrad se tak stal majetkem Lucemburků a zůstal jím až do roku 1434, kdy jej císař Zikmund zastavil Oldřichovi z Rožmberka. Rovněž v zákoníku Majestas Carolina je o hradu záznam. Protivín je zde uveden mezi hrady, jež může král zastavit.
V roce 1434 se správcem hradu stal vladař domu rožmberského, jímž byl již řečený Oldřich II. z Rožmberka. Jeho synové ho pak někdy kolem roku 1458 postoupili jistému Chvalovi z Pohnání. V držení rodu Protivínských z Pohnání hrad zůstal až do roku 1527, kdy ho získal zeman Petr Sedlecký od Dubu. Roku 1530 bylo „Protivínsko připojeno k panství Hlubockému“, jež patřilo rodu Pernštejnů. V roce 1540 daroval Jan z Pernštejna „protivínské zboží“ svému švagrovi Ondřeji Ungnadovi ze Suneku, který ho přenechal své druhé ženě Anně. Ta započala s renesanční přestavbou hradu.
Roku 1562 získal Hlubokou s tvrzí Protivínem od císaře Ferdinanda I., který vykoupil zástavu, tehdejší nejvyšší kancléř Českého království Jáchym z Hradce. Tvrz, označovaná v letech 1568–1581 jako zámek, byla do renesanční podoby přestavěna až za pánů z Mitrovic. Společně s ní se na panství nacházely tvrze v Dívčicích, Zvíkovci a dvorec v Novosedlech. Vrchnost využívala jen sídlo v Protivíně. Sestávalo hlavně z hospodářských prostor, ale uvnitř se nacházely i pokoje pro vrchnost nebo pobyt hostů. Často zde pobývali nejvyšší úředníci hradeckého dominia. Posledním hradeckým majitelem byl Adam II. z Hradce.
Adam II. z Hradce prodal Hlubokou s Protivínem v roce 1598 Bohuslavovi z Malovic, který Protivín ještě téhož roku prodal bratrům Kryštofu Vratislavovi a Jiřímu z Mitrovic. V roce 1615 dokončili Vratislavové z Mitrovic přestavbu tvrze na renesanční zámek. Po smrti posledního z nich, Jiřího, hejtmana prácheňského kraje a císařského rady, zdědila Protivín jeho manželka z rodu Švihovských z Rýzmberka, která ho odkázala své dceři provdané Trauttmansdorffové.
V roce 1710 koupil protivínské panství kníže Adam František ze Schwarzenbergu. Stejně jako na ostatních schwarzenberských panstvích byl i v Protivíně zřízen direktoriální úřad. Tomu pak podléhaly purkrabský, důchodenský obroční a hospodářský úřad. Jelikož zámek roku 1714 vyhořel, byl kníže nucen přistoupit k jeho přestavbě, která se nesla ve vrcholně barokním duchu a probíhala v letech 1714–1732. Staviteli byli Pavel Ignác Bayer a Anton Erhard Martinelli. Strop ze zrušeného sálu byl roku 1720 převezen do chřešťovického kostela. Po této rekonstrukci se podoba zámku už neměnila. V letech 1748 a 1894 proběhly další dílčí úpravy. Při těch v roce 1894 byla vybudována kněžnina komnata, kuřácký salonek a jídelna. V bažantnici v zámecké zahradě se až do poloviny 19. století chovali bažanti.

### 20. století
Za první světové války byl v zámku zřízen válečný lazaret Červeného kříže. Po vzniku Československa byl velkostatek Protivín se statky Klokočínem (nyní Protivín), Chřešťovicemi a Údraží o celkové rozloze 8 282 ha zařazen do pozemkové reformy a dán do záboru. Zestátněno bylo 3 150 ha půdy (z toho 504 ha zemědělské půdy), lihovary v Kestřanech a ve Dvorcích, bývalá tvrz v Kestřanech. Drobní nabyvatelé získali 2 628 ha půdy (z toho 2 319 ha půdy zemědělské). Nabyvatelé zbytkových statků získali 2 147 ha půdy (z toho 738 ha půdy zemědělské) a semenářskou stanici v Milenovicích. Další nabyvatelé získali lihovar v Drahonicích, mlékárnu v Protivíně. Janu Nepomuku II. Schwarzenbergovi bylo ze záboru propuštěno 10 ha půdy (z toho 10 ha půdy zemědělské) a pivovar v Protivíně. V záboru zůstalo nadále 386 ha půdy (z toho 18 ha půdy zemědělské). Velkostatek měl po provedení pozemkové reformy rozlohu 420 ha (z toho 45 ha půdy zemědělské).
Pro nedostatek zemědělské půdy mohl Jan Nepomuk Schwarzenberg ze zámku zřídit hotel pro letní hosty. Mimo jiné zde pobýval spisovatel Eduard Bass, který zde psal svůj román Cirkus Humberto. Cennější zařízení nechala správa zámku převézt na Hlubokou a do dalších schwarzenberských zámků. Za 2. světové války zámek obsadilo Kuratorium pro výchovu mládeže v Čechách a na Moravě, později Hitlerjugend. Ke konci války tu Němci opět zřídili lazaret pro své vojáky. Až do roku 1948 patřil protivínský zámek Schwarzenberkům.

#### Po roce 1948
Vydáním zákona č. 143/1947 Sb., takzvaného Lex Schwarzenberg, přešel veškerý schwarzenberský majetek v Československu na zemi Českou. Došlo tak i na vyvlastnění protivínského zámku, který poté na krátký čas sloužil jako výcvikové středisko Sboru národní bezpečnosti. V roce 1949 se zámek dostal do působnosti ministerstva školství, které jej využívalo do roku 1979 – zprvu jako školu, v 70. a 80. letech jako diagnostický ústav.
Od roku 1963 je objekt kulturní památkou.
V roce 1979 byl celý areál pro havarijní stav uzavřen. Převzala ho Školská správa Obvodního národního výboru Praha 4 a po náročné rekonstrukci začal zámek sloužit k rekreaci pražských dětí. Po transformaci obvodního úřadu v roce 1990 se majitelem stala Městská část Praha 4. Staronový majitel v květnu 1999 zpřístupnil veřejnosti protivínský zámecký park.

### 21. století
V roce 2002 zámek zčásti sloužil jako penzion. Roku 2007 Městská část Praha 4 zámek prodala, neboť se jí nedostávalo financí na plánovanou rekonstrukci a zřízení školy v přírodě. Novým majitelem zámku se stala společnost Swiss Czech Marketing se sídlem v Praze. Od té doby byl areál prázdný, chátral a nebyl veřejnosti přístupný.
V roce 2020 zámek i s parkem koupil za 100 milionů korun malajský královský fond The Royal Invest Fund of Kelantan, založený sultánem Muhammadem V. Kelantanským. V roce 2021 malajský královský fond k zámku přikoupil ještě tzv. podzámčí, tj. komplex bývalých hospodářských budov a kanceláří někdejšího schwarzenberského velkostatku. Podzámčí se mělo zapojit do konceptu THE ORB HAVEN a sloužit jako kulturní a společenské centrum města. Zámek se měl stát jedním z reprezentativních sídel prestižního královského klubu The Royal Capital Club v rámci celosvětové platformy THE ORB. V lednu 2024 zámek i podzámčí zajistila Národní centrála proti organizovanému zločinu kvůli podezření z podvodu, zpronevěry a neoprávněného podnikání.

## Popis zámku
Dvoupatrový až třípatrový zámecký objekt s mírně lichoběžníkovým půdorysem a nádvořím uprostřed je z pohledu památkové ochrany velmi hodnotný, neboť nese výrazné stopy architektonických stylů od gotiky po rokoko. Historicky nejstarší dochovanou částí je patrně sklep západního křídla s kamennou valenou klenbou, který pochází zřejmě ze středověku. Tři zámecká křídla, severní, jižní a západní, mají až do výše prvního poschodí gotické zdivo. V té době patrně vznikla i čtverhranná věž, jejíž zbytek vystupuje ze severovýchodního nároží hradu.
Připomínkou renesanční přestavby, při níž byly budovy zámku zvýšeny o jedno patro, je kompletně zaklenuté přízemí, nádvorní trakt východního křídla s arkádami, schodiště v severním křídle, vstupní portály v severním křídle a vrata. Z té doby zřejmě pocházel i velký renesanční sál v západním křídle, o němž se zmiňují popisy z let 1701 a 1710, v nichž se uvádí: „Zámek je velmi dobře vystavěn do čtverce, ve třech poschodích je 19 větších i menších místností a komor, 1 kaple, 1 velká jídelna, 1 velký sál, 7 vinných a pivních sklepů, 4 skladiště, jízdárna, stáje na 50 koní, stáj pro švýcarské krávy, okrasná a ovocná zahrada a nový pivovar.“
Výsledkem barokních úprav z let 1714–1732, který lze pozorovat již na první pohled, je venkovní fasáda, jejímž autorem je Antonín Erhard Martinelli. Ze stejné doby pochází rovněž sál s krbem, štukovým stropem a stěnami v prvním patře jižního křídla a zrcadlové stropy ve druhém patře. V jídelně a v kuřáckém salonku v prvním patře je možno spatřit rokokové deštění či táflování z doby kolem roku 1730, které je v českém prostředí zcela ojedinělé a bylo sem koncem 19. století přeneseno z vídeňského Schwarzenberského paláce.
Zámek je ve spojení s parkem významným dokladem vývoje hradní a zejména zámecké architektury od 13. po 19. století.
V rámci nové rekonstrukce bude mít objekt fasádu s odkazem na výzmaného architekta Martinelliho, kde se vrací k šedobílé kombinaci.

## Popis areálu
- Zámek: Původní hrad byl v renesanci přestavěn na dvoupatrový zámek o čtyřech křídlech. Z jeho barokní přestavby se dochovaly fasády se štukovými prvky. Součástí areálu je rozlehlý krajinářský park z druhé poloviny 19. století s altány a alejí. Do areálu zámku se prochází dvojicí vstupních bran mezi dvěma přízemními domky čp. 5 a čp. 9. V nevelké vzdálenosti za nimi stojí dvoupatrový čtyřkřídlý zámek, za nímž se rozkládá park.
- Komplex hospodářských a správních budov, jež se nacházejí v předzámčí a severovýchodně od zámku. Patří k nim též následující památkově chráněné objekty:
  - Dům čp. 3 (na plánku vpravo č. 8) – bývalý zámecký archiv, tato patrová budova stojící na západní straně areálu byla postavena v roce 1722 podle plánu schwarzenberského stavitele Antonína Martinelliho. Stavba má v přízemí dochované klenby, barokní krov a klasicistní fasády. Dříve byla chráněna samostatně a od roku 2019 je chráněna v rámci zámeckého souboru.[19]
  - Dům čp. 519 (na plánku vpravo bez číselného označení), sousedící na západní straně zámeckého areálu s domem čp. 3, byl zřejmě postaven ve stejné době jako archiv. Má dochované klasicistní fasády a interiéry. Dříve byl chráněn samostatně a od roku 2019 je chráněn v rámci zámeckého souboru.[20]
  - Dům čp. 4 (na plánku vpravo č. 3) je nově chráněn od roku 2019. Jedná se o rozlehlou přízemní budovu s půdorysem ve tvaru písmene U. Stojí na severu areálu a v kratším východním křídle má středový průjezd, jímž se vjíždí do hospodářské části areálu. Je částečně podsklepený.
- Park: Přírodně krajinářský neboli anglický park o rozloze 7,6 ha s 20 druhy vzácných dřevin[21] ohraničuje na východě řeka Blanice, na jihu a na západě pak jeho obvod vymezuje kamenná zeď. V parku stojí dva zděné barokní altánky.
- Kaple svatého Jana Nepomuckého: Pětiboká barokní kaple s malbami, nápisy a sochou jednoho z českých zemských patronů Jana Nepomuckého stojí před zámkem a přiléhá svou zadní stranou k domu čp. 9. Průčelím je orientována k severu, do náměstí. V první polovině 18. století ji nechali vybudovat zřejmě Schwarzenbergové. Kaple je chráněna jako samostatná kulturní památka.[22]